# Dušan Zinaja
Dušan Zinaja (ur. 23 października 1893 w Budapeszcie, zm. 26 września 1948 w Pokleku) – jugosłowiański biegacz narciarski i piłkarz pochodzenia chorwackiego, selekcjoner i reprezentant Królestwa SHS w piłce nożnej, uczestnik Zimowych Igrzysk Olimpijskich 1924 w biegach narciarskich.

## Biegi narciarskie
Wystartował w biegach olimpijskich na 18 i 50 kilometrów techniką klasyczną w Chamonix. Na dystansie 18 km zajął 36. pozycję, zaś bieg na 50 km ukończył z 4-godzinnym opóźnieniem względem zwycięzcy Thorleifa Hauga i nie został sklasyfikowany.
| Igrzyska      | Data             | Konkurencja                      | Czas      | Miejsce | Strata  | Zwycięzca     | Źródło |
| ------------- | ---------------- | -------------------------------- | --------- | ------- | ------- | ------------- | ------ |
| Chamonix 1924 | 30 stycznia 1924 | bieg na 50 km techniką klasyczną | DNF       | -       | -       | Thorleif Haug | [ 2 ]  |
| Chamonix 1924 | 2 lutego 1924    | bieg na 18 km techniką klasyczną | 2:12:19,4 | 36.     | 57:48,0 | Thorleif Haug | [ 3 ]  |

## Piłka nożna

### Kariera klubowa
W latach 20. XX wieku występował w klubie HAŠK Zagrzeb.

### Kariera reprezentacyjna
10 czerwca 1923 rozegrał jeden w reprezentacji Królestwa SHS w wygranym 2:1 meczu towarzyskim przeciwko Rumunii w Bukareszcie. W spotkaniu tym na pozycji pomocnika wystąpił również jego brat Branko.

### Kariera trenerska
W latach 1924–1925 pełnił funkcję selekcjonera Królestwa SHS. Prowadził drużynę narodową w 3 spotkaniach towarzyskich, wszystkie zakończyły się porażką.

## Życie prywatne i okoliczności śmierci
Pracował jako dziennikarz i redaktor tygodnika „Sport” (1922–1924). Brat Branko Zinaji. 26 września 1948 zginął w wypadku samochodowym niedaleko wsi Poklek k. Samoboru. Spoczywa w rodzinnej mogile w prawosławnej części Cmentarza Mirogoj w Zagrzebiu.